# Gare d'Épernon
La gare d'Épernon est une gare ferroviaire française de la ligne de Paris-Montparnasse à Brest, située sur le territoire de la commune d'Épernon, dans le département d'Eure-et-Loir, en région Centre-Val de Loire.
C'est une gare de la Société nationale des chemins de fer français (SNCF) desservie par les trains du réseau TER Centre-Val de Loire.

## Situation ferroviaire

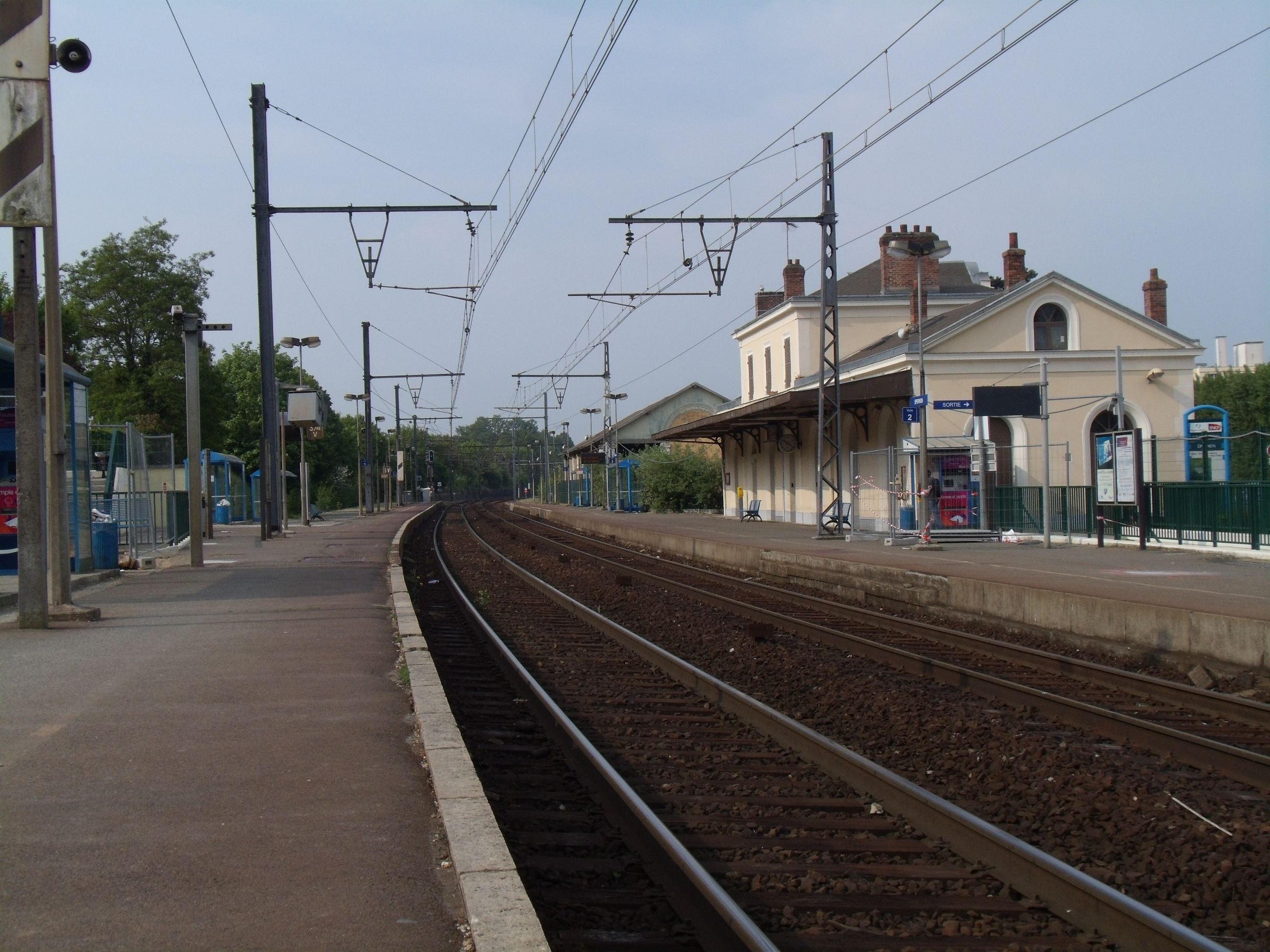
Vue depuis les quais.

Établie à 120 m d'altitude, la gare d'Épernon est située au point kilométrique (PK) 60,264 de la ligne de Paris-Montparnasse à Brest, entre les gares ouvertes de Gazeran et Maintenon.

## Histoire
Le tronçon entre la gare de Versailles-Chantiers et la gare de Chartres est mis en service le 12 juillet 1849.

## Fréquentation
De 2015 à 2023, selon les estimations de la SNCF, la fréquentation annuelle de la gare s'élève aux nombres indiqués dans le tableau ci-dessous.
| Année                     | 2015      | 2016      | 2017      | 2018      | 2019      | 2020      | 2021      | 2022      | 2023      |
| ------------------------- | --------- | --------- | --------- | --------- | --------- | --------- | --------- | --------- | --------- |
| Voyageurs                 | 1 513 995 | 1 460 910 | 1 456 641 | 1 392 274 | 1 453 371 | 1 045 524 | 1 255 772 | 1 548 595 | 1 578 352 |
| Voyageurs + non voyageurs | 1 892 494 | 1 826 138 | 1 820 802 | 1 740 343 | 1 816 714 | 1 306 905 | 1 569 715 | 1 935 744 | 1 972 940 |

## Service des voyageurs

### Accueil
Elle est équipée de deux quais latéraux encadrant deux voies. Le changement de quai se fait par un passage souterrain.

### Dessertes
La gare est desservie par les trains du réseau TER Centre-Val de Loire circulant entre Paris-Montparnasse et Chartres. Certains d’entre eux sont prolongés ou amorcés en gare de Nogent-le-Rotrou, voire Le Mans. Chaque jour ouvrable de base, 33 trains desservent la gare dans chaque sens ; les missions se décomposent ainsi :
- Paris ↔ Chartres : 21 allers-retours par jour en semaine desservant pour la plupart toutes les gares de Rambouillet à Chartres ainsi que Versailles-Chantiers.
- Paris ↔ Nogent-le-Rotrou : 3 allers-retours par jour en semaine et ne desservent que Versailles-Chantiers, Rambouillet, Maintenon, Chartres, et toutes les gares de Chartres jusqu’au terminus, Nogent ;
- Paris ↔ Le Mans, au nombre de 9 par sens en semaine et desservant pour la plupart les mêmes gares que les missions Nogent entre Paris et Chartres, et les gares de Courville-sur-Eure, La Loupe, Nogent-le-Rotrou, La Ferté-Bernard et Connerré - Beillé.

Tous les TER marquant l'arrêt en gare d'Épernon, marquent également l'arrêt à Maintenon.
Le temps de trajet est d'environ 2 heures 10 minutes depuis Le Mans, 1 heure 20 minutes depuis Nogent-le-Rotrou, 25 minutes depuis Chartres et 40 minutes depuis Paris-Montparnasse.

### Intermodalité
La gare est desservie par les lignes 21 et 23 du réseau de mobilité interurbaine d'Eure-et-Loir.